# Chapelle Sainte-Marie-des-Chazes
La chapelle Sainte-Marie-des-Chazes est une chapelle de style roman auvergnat située à Saint-Julien-des-Chazes, dans le département français de la Haute-Loire en région Auvergne-Rhône-Alpes

## Historique
La chapelle était l'église d'un prieuré dépendant de l'abbaye bénédictine de Saint-Pierre-des-Chazes. Sa date de fondation n'est pas connue, et l'édifice est variablement attribué aux XIIe et XIIIe siècles.
Après la Révolution, la chapelle est sécularisée mais épargnée : elle devient un hangar agricole, puis est cédée à la commune des Chazes le 19 mai 1865.
Elle fait l'objet d'un classement au titre des monuments historiques par la liste de 1862, et de travaux de consolidation en 1865-1866 du fait de son état précaire.
Malgré cela, en 1904, à la suite d'un violent orage, le porche, le clocher et la tribune s'effondrent, et le reste de l'édifice est fortement ébranlé. L'ensemble est minutieusement reconstruit et restauré sous l'égide des Beaux-Arts.

## Architecture
Cette chapelle romane, située au bord de l'Allier et au pied de falaises basaltiques, comporte une unique nef voûtée en berceau, qui s'achève par une abside en cul-de-four.
Elle était ornée de peintures murales qui ont disparu dans un effondrement partiel en 1905, mais qui sont connues par des reproductions.

## Sculpture
La chapelle conservait une statue romane de la Vierge en majesté, statue de bois polychrome du XIIe siècle classée et aujourd'hui exposée dans l'église paroissiale de Saint-Julien-des-Chazes.

## Photographies

### Extérieur

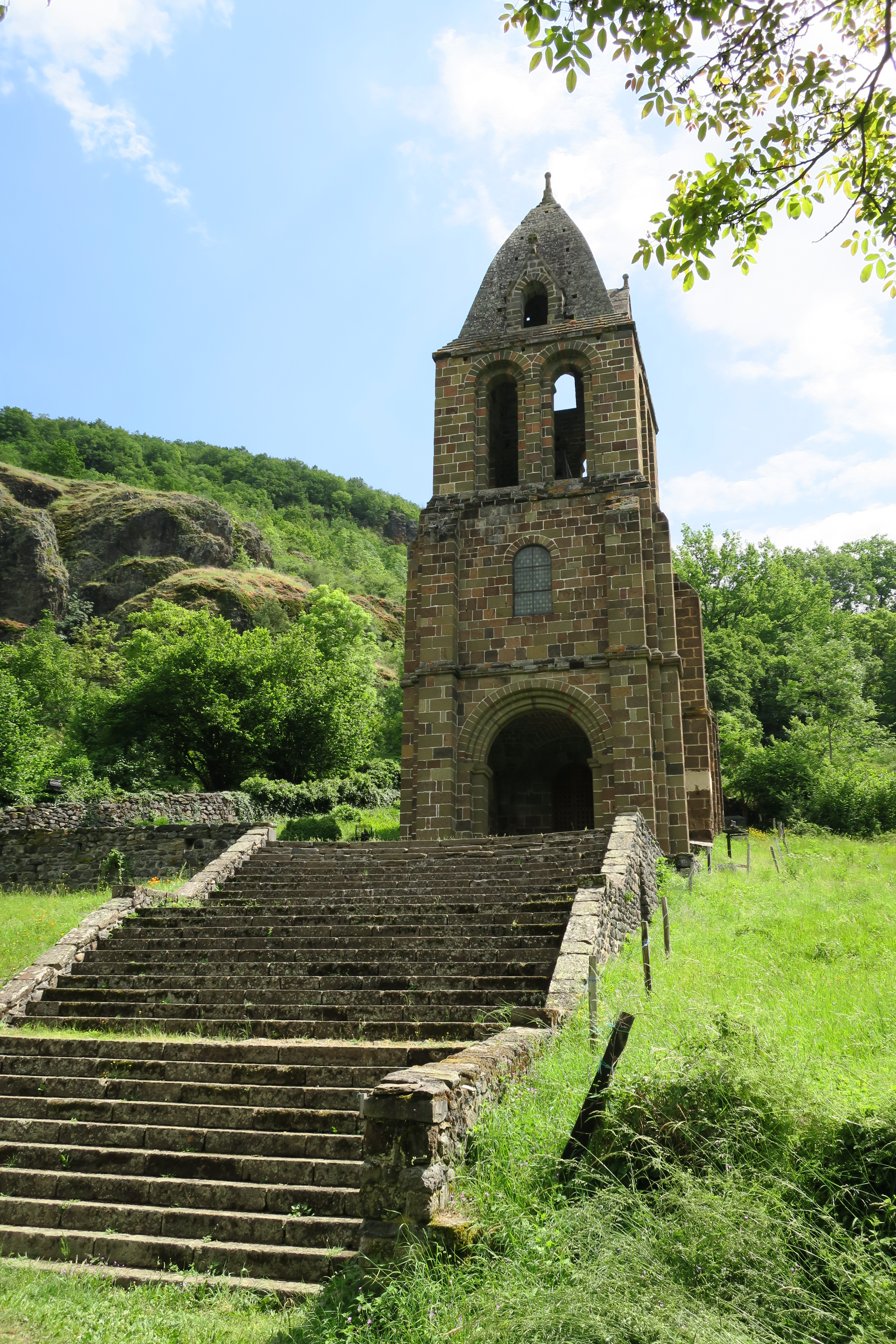
Façade ouest et clocher.
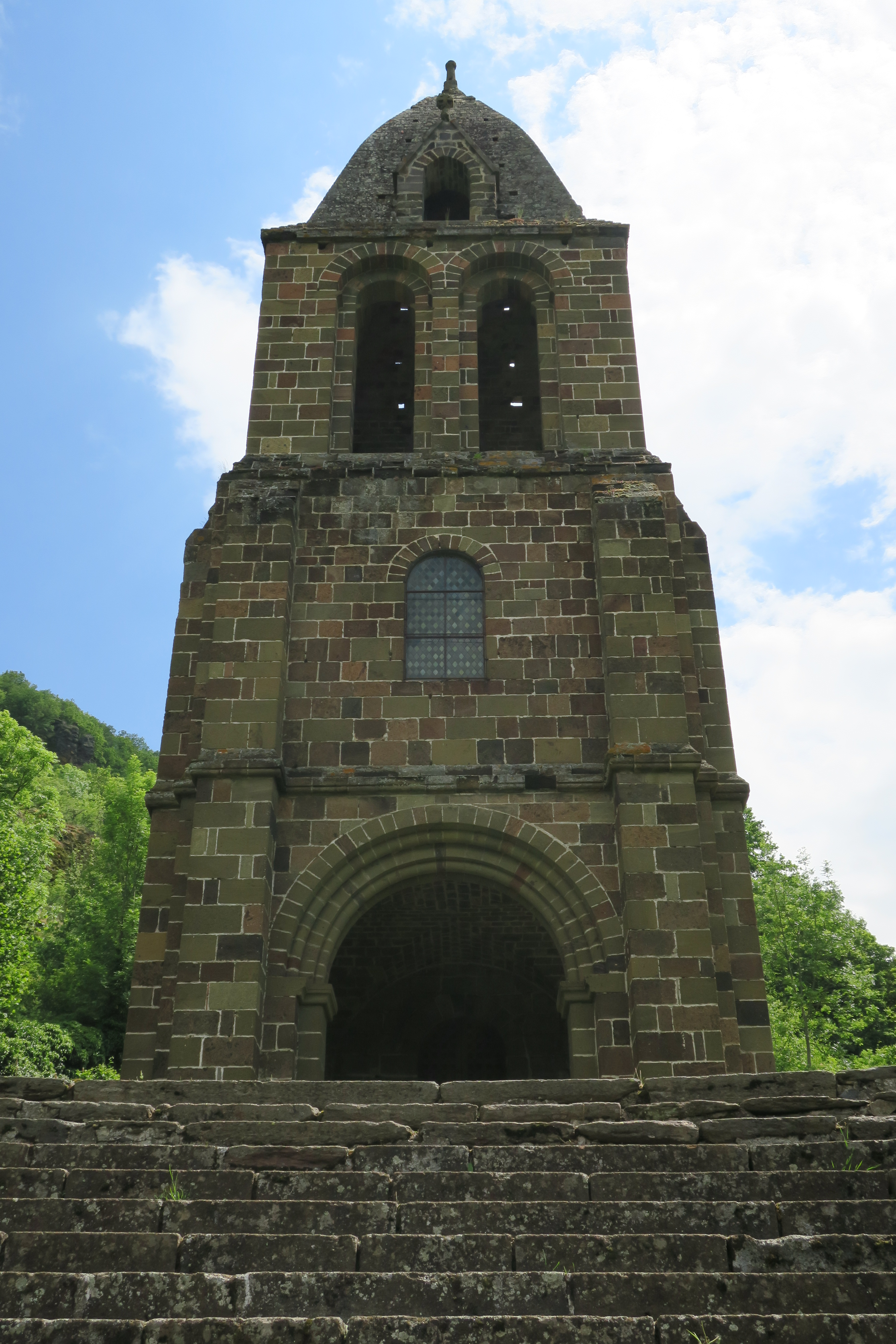
Façade ouest: clocher et porche.
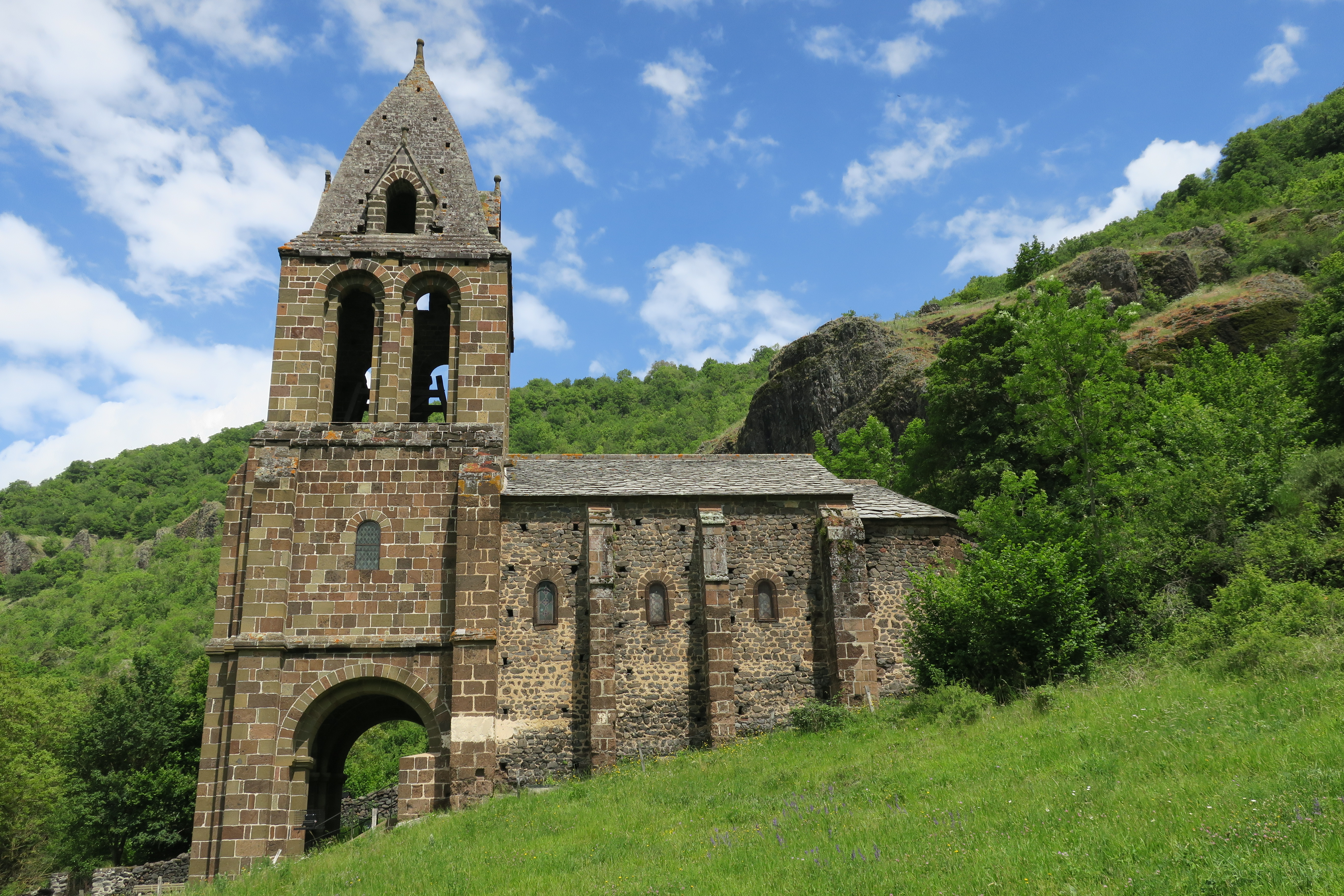
Ensemble vu du sud.
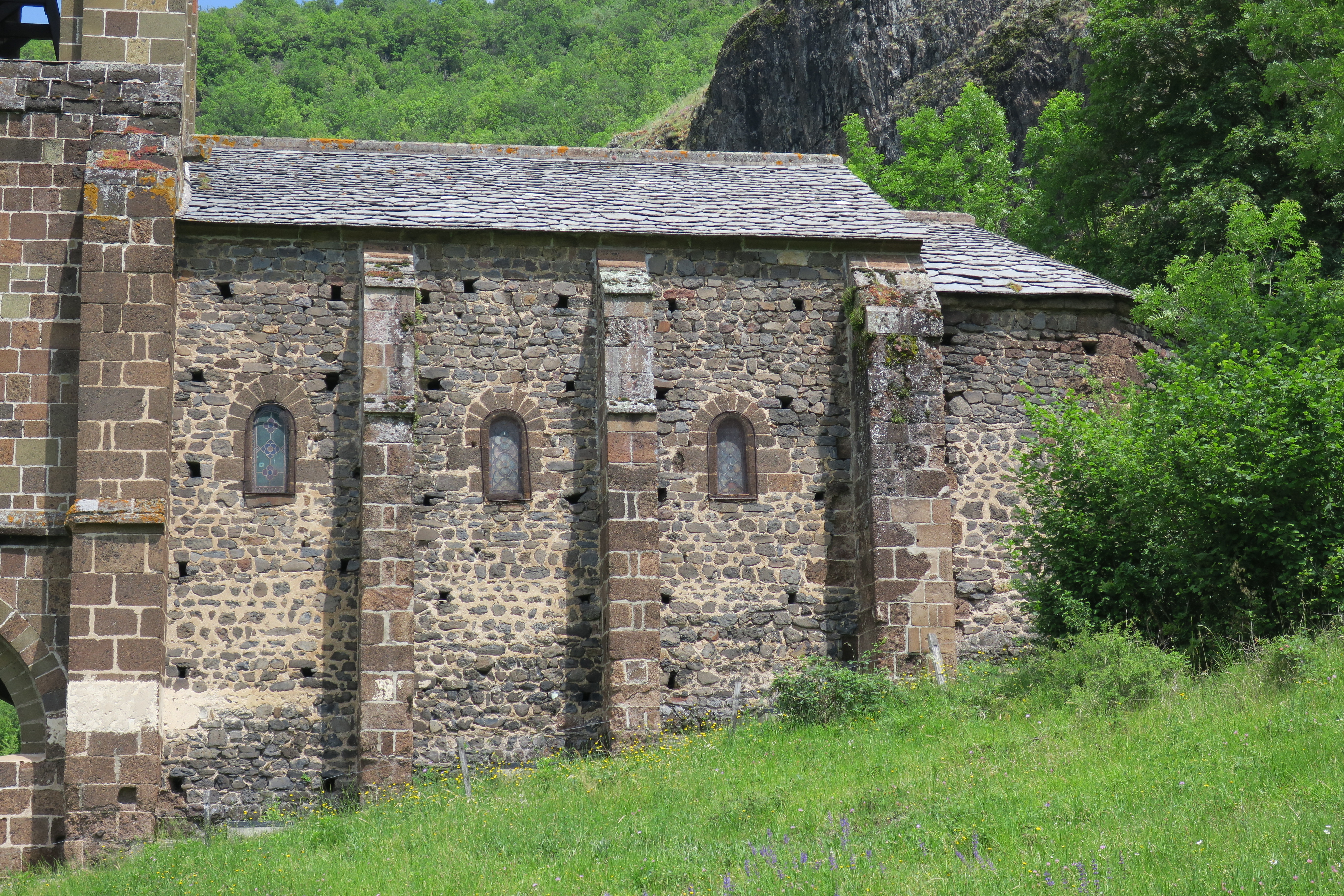
Nef et sanctuaire vus du sud.

### Intérieur

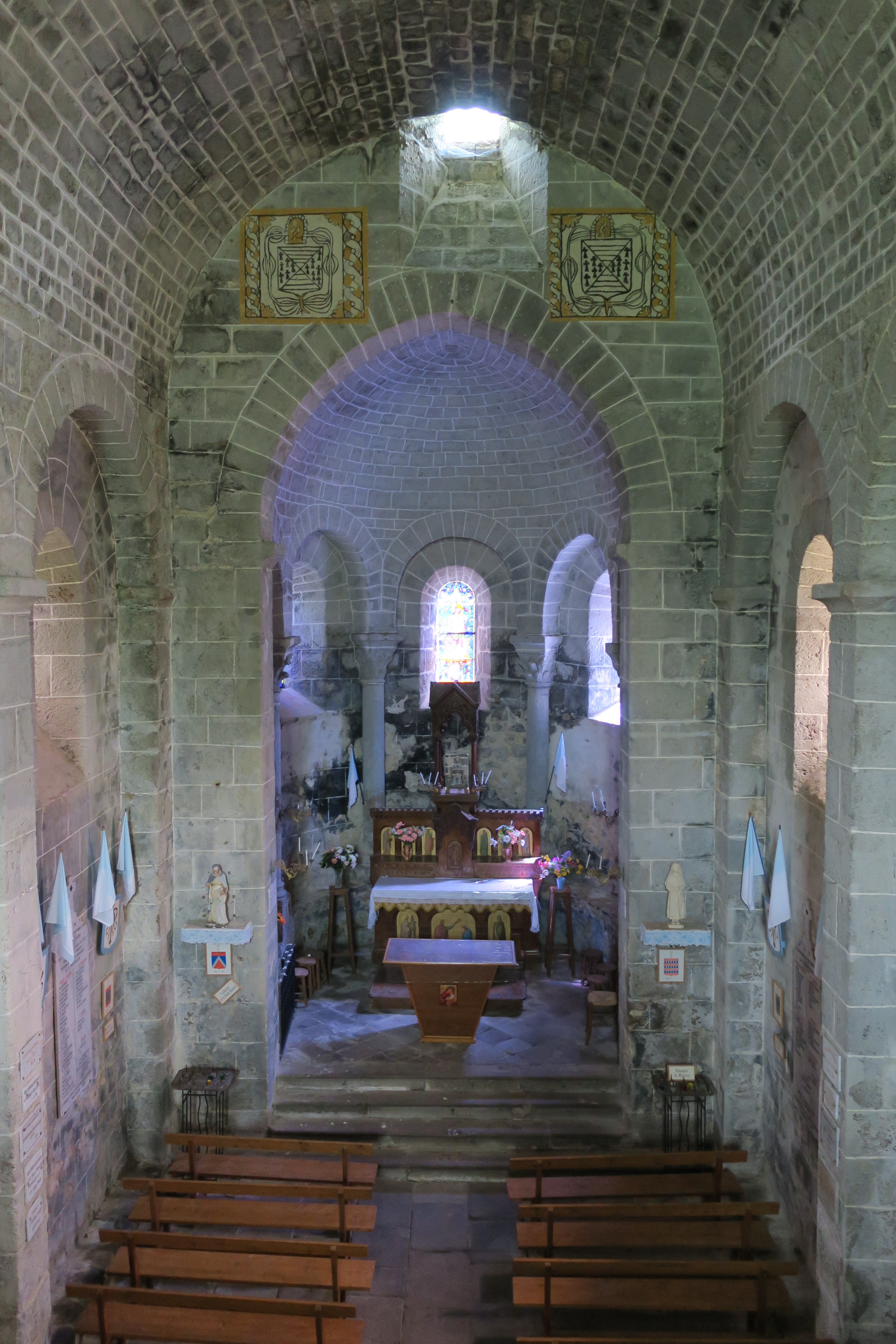
Nef et sanctuaire, vus de l'ouest vers l'est, depuis la tribune sous le clocher.
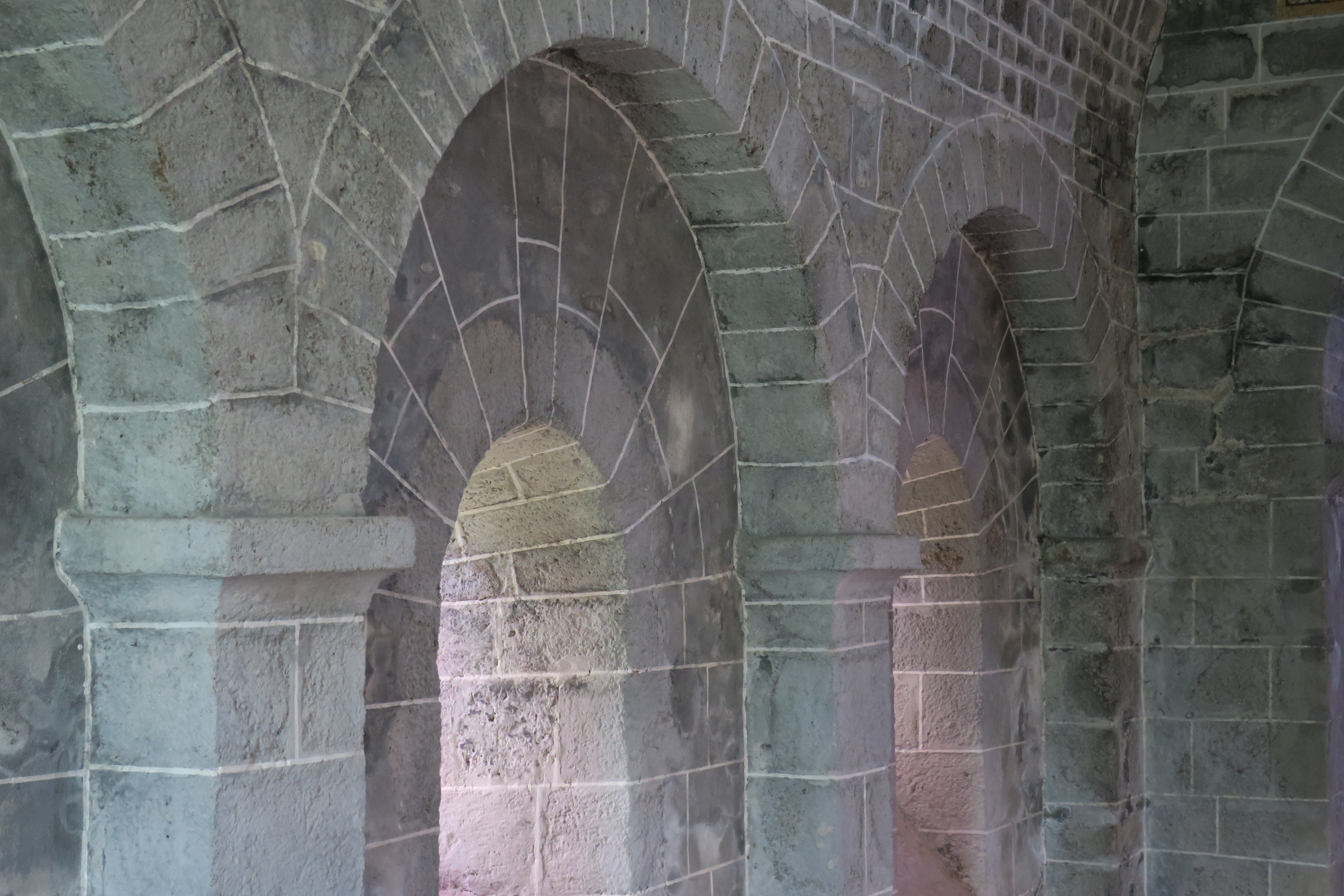
Arcs aveugles du mur nord de la nef.
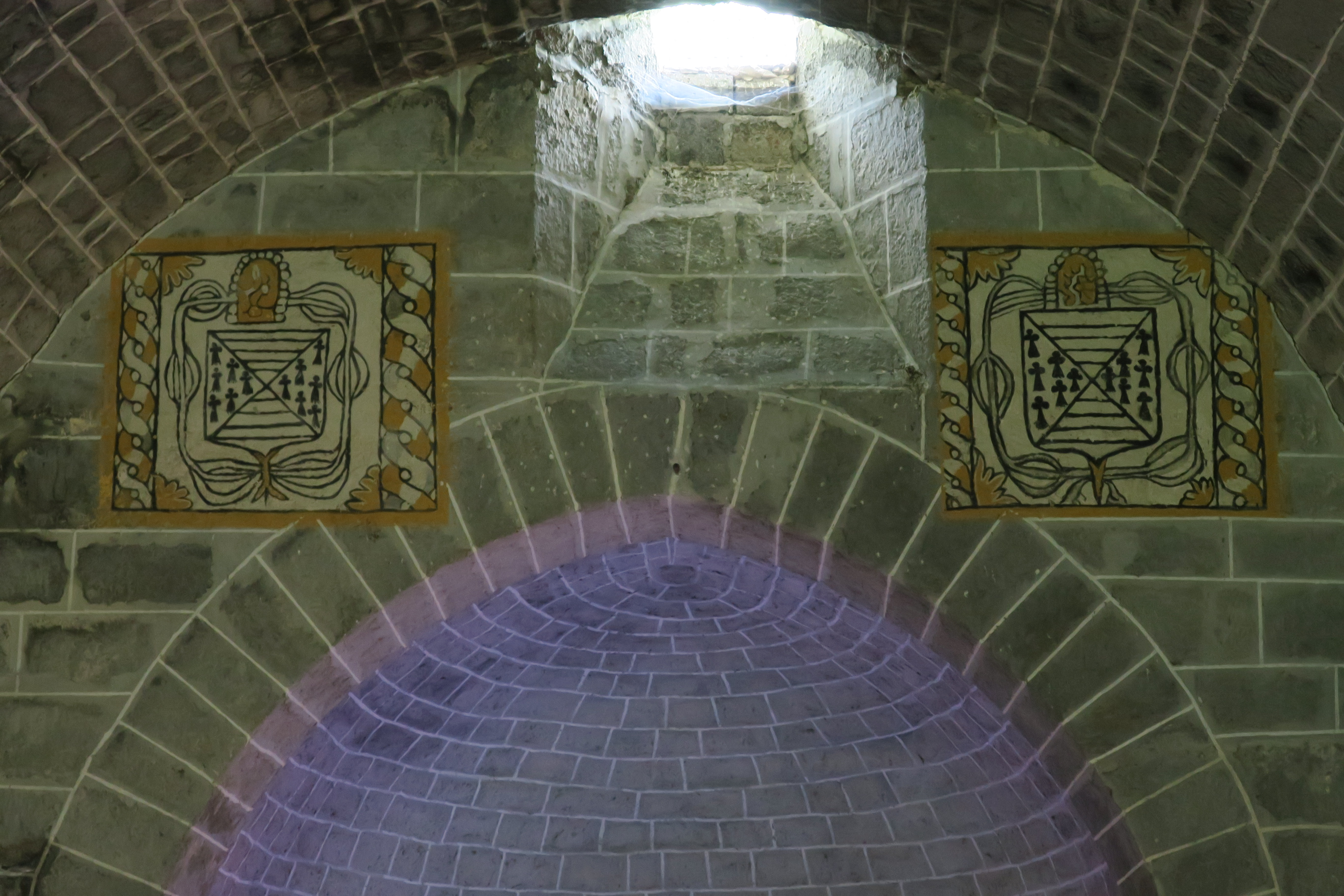
Fresques de l'arc triomphal.
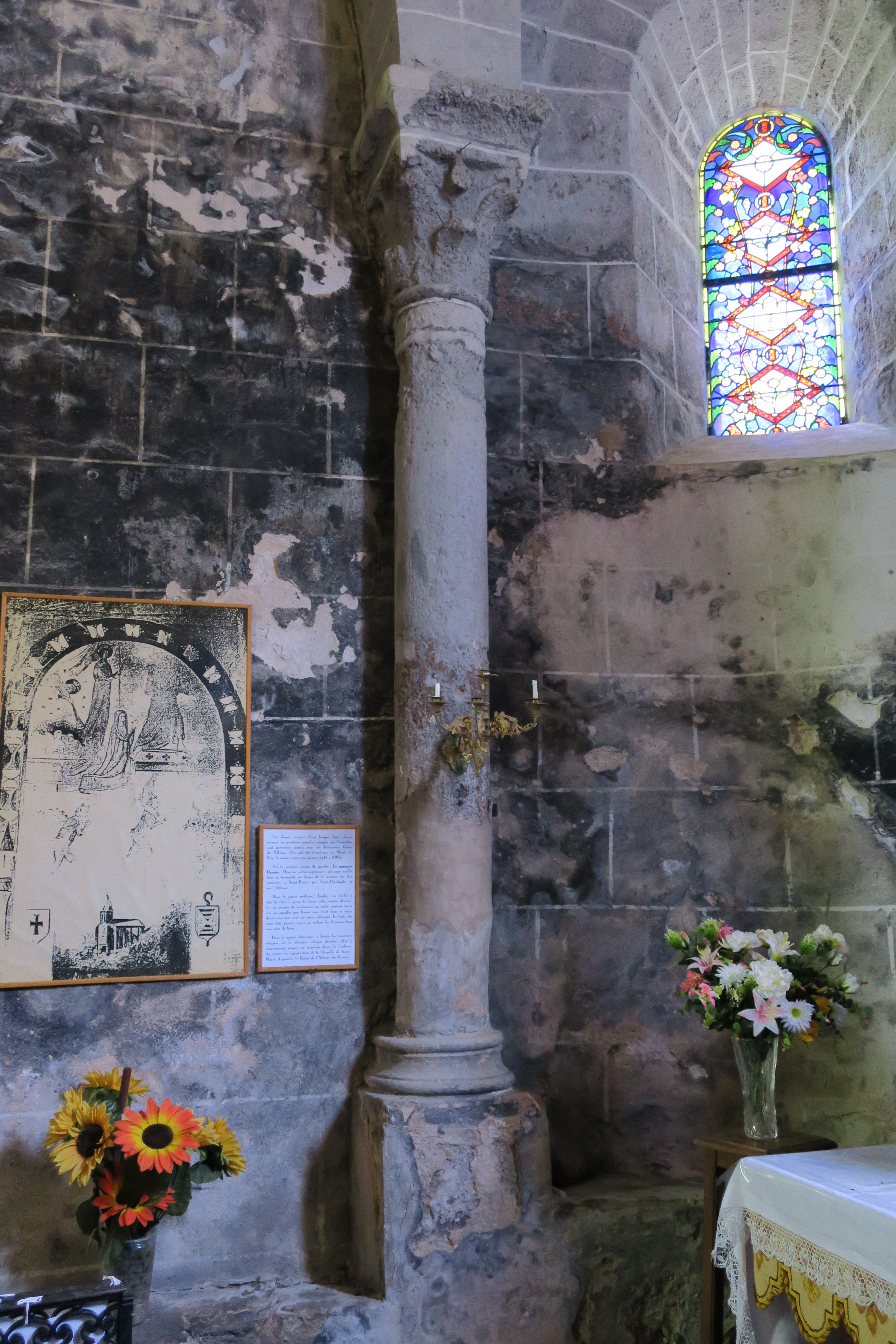
Colonne de l'abside.

### La Vierge de Notre-Dame-des-Chazes

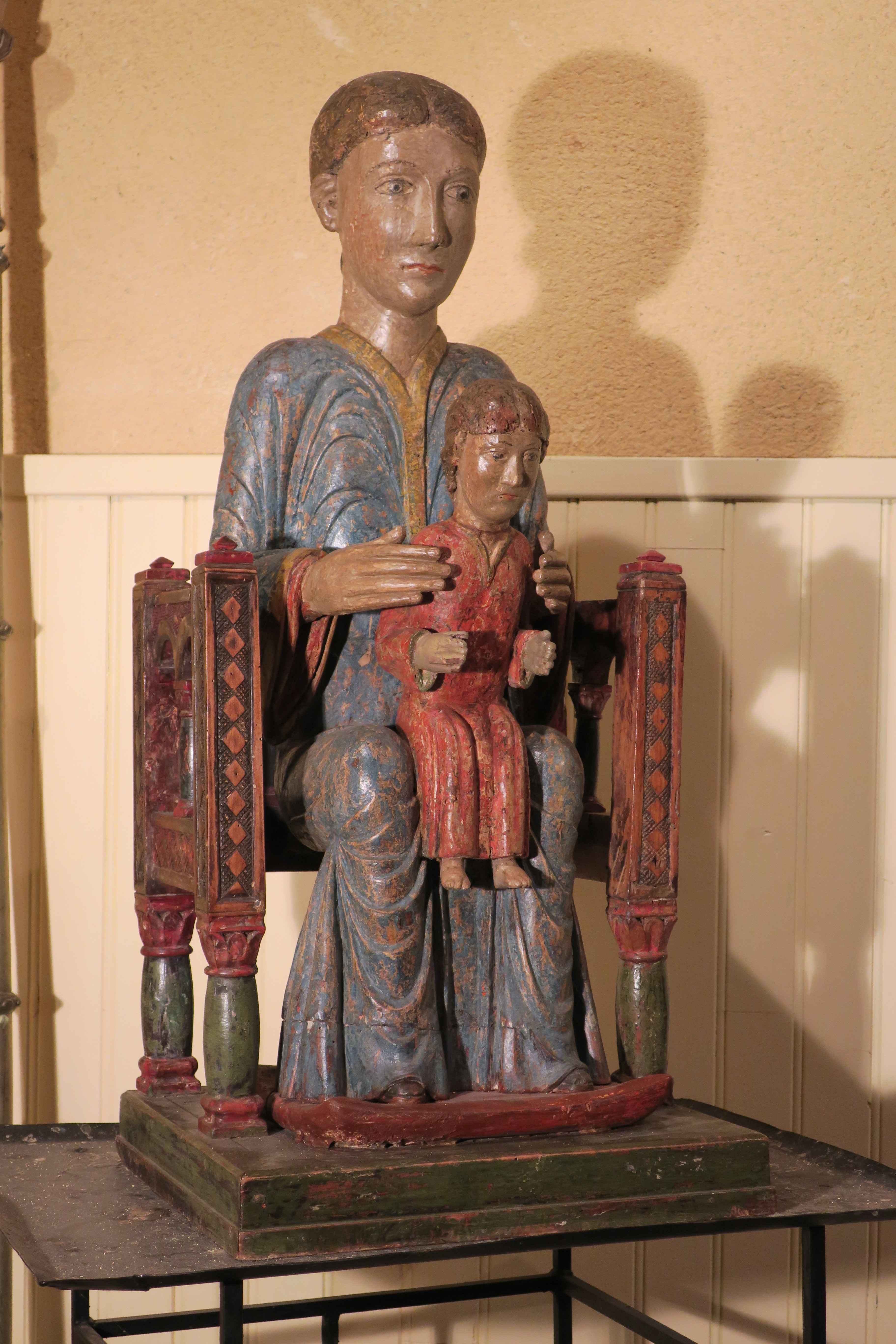
Statue de Notre-Dame-des-Chazes.
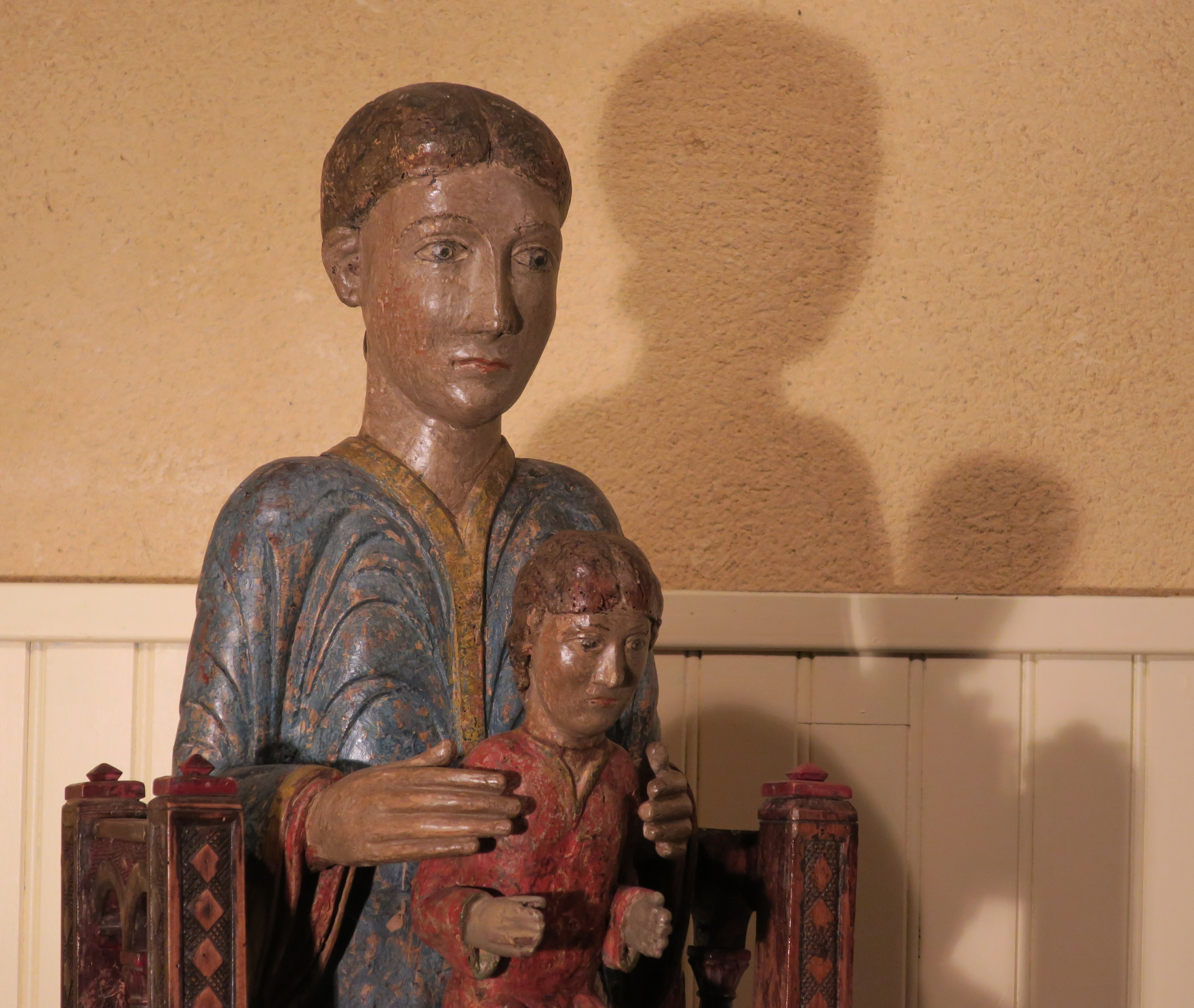
Partie supérieure de la statue.
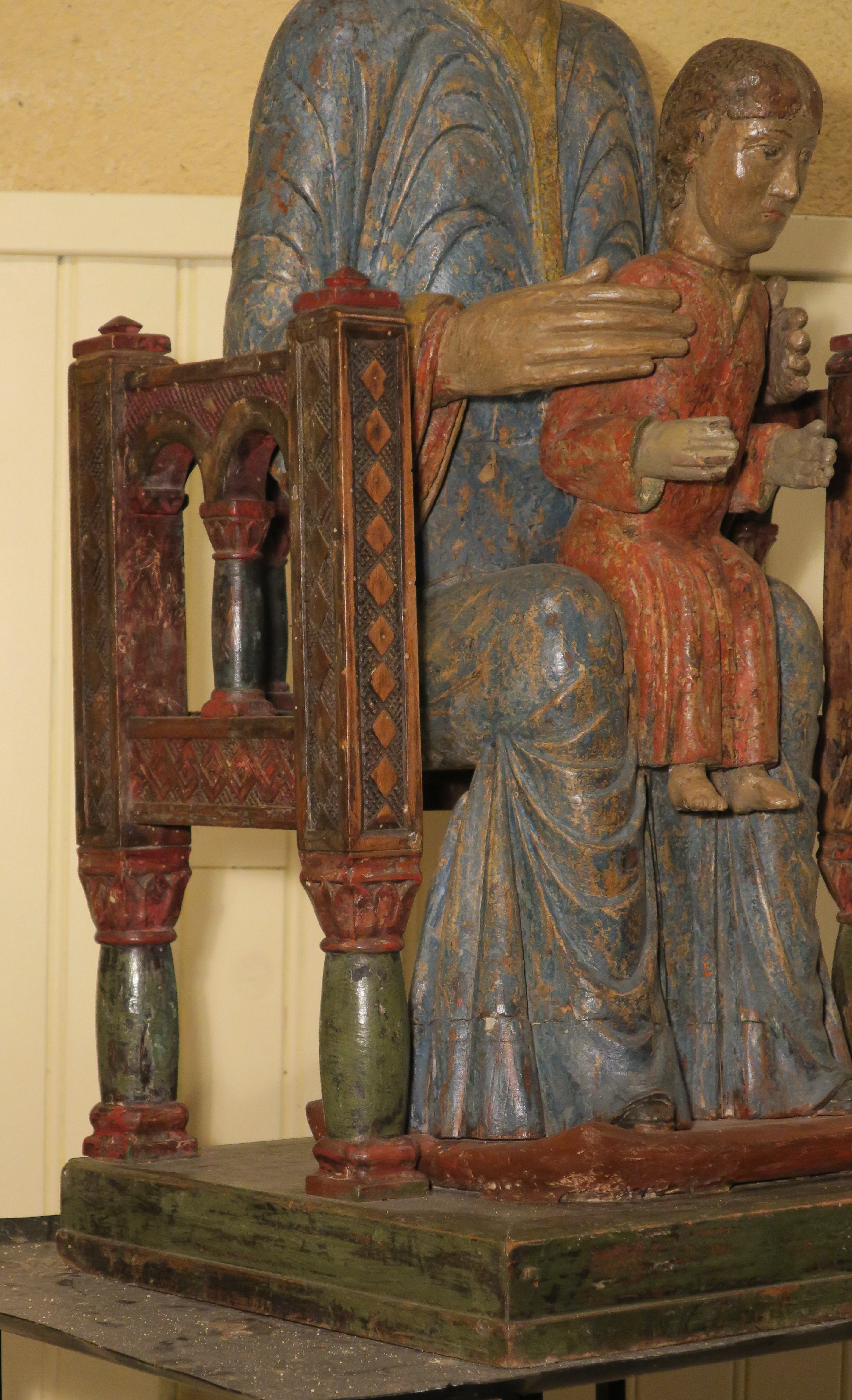
Côté de la statue.